# Аппій Клавдій Кавдекс
Аппій Клавдій Кавдекс (лат. Appius Claudius Caudex; 310 — після 264 до н. е.) — політичний та військовий діяч Римської республіки, консул 264 року до н. е.

## Життєпис
Походив з патриціанського роду Клавдіїв. Син Гая Клавдія Красса. У 264 році до н. е. обраний консулом, разом із Марком Фульвієм Флакком. Під час своєї каденції розпочав Першу Пунічну війну. Висадився під м. Мессана, яку взяли в облогу карфагеняни та цар Гієрон. Ще перебуваючи у м. Регій запропонував ворогам зняти облогу, а навзаєм пообіцяв не висаджуватися на о. Сицилія. Отримавши відмову, Кавдекс розпочав бойові дії, завдавши поразки карфагенянам і сіракузянам, звільнив Мессану. Розпочав облогу міст Сіракузи та Ехетли, але зазнав поразки й відступив до Мессани. Після цього повернувся до Риму. За ці невдачі отримав свій когномен «Кавдекс», що з латини значить «телепень».